# أوبيرت كوتيه
أوبيرت كوتيه هو مصارع رياضي كندي، ولد في 22 مارس 1880 في بومون في كندا، وتوفي في 27 مارس 1938 في بروفو في الولايات المتحدة.

## وصلات خارجية
- أوبيرت كوتيه على موقع قاعدة بيانات المصارعة الدولية (الإنجليزية)
- أوبيرت كوتيه على موقع اللجنة الأولمبية الدولية (الإنجليزية)
- أوبيرت كوتيه على موقع أوليمبيديا (الإنجليزية)
- أوبيرت كوتيه على موقع اللجنة الأولمبية الكندية (الإنجليزية)